# Bahrainische Eishockeynationalmannschaft
Die bahrainische Eishockeynationalmannschaft vertritt das Land Bahrain im Eishockey bei internationalen Wettbewerben. 

## Geschichte
Die bahrainische Eishockeynationalmannschaft gab wie zahlreiche andere Nationalteams aus Asien ihr Debüt bei einem offiziellen Wettbewerb im Rahmen der Winter-Asienspiele. Am 28. Januar 2011 traf Bahrain in der leistungsschwächeren Premier Division der Winter-Asienspiele 2011 auf die Nationalmannschaft Malaysias und unterlag dieser deutlich mit 0:25. Auch die weiteren fünf Spiele gingen klar verloren, wodurch Bahrain ohne Punkt blieb und bei einem Torverhältnis von 11:138 Letzter wurde.
Das zuvor einzige Länderspiel der Mannschaft war ein Freundschaftsspiel gegen Kuwait, welches man am 8. Januar 2010 mit 3:10 verlor.
2012 nahm man an der Eishockeymeisterschaft des Golfes teil. Nach fünf Niederlagen in fünf Spielen belegte man den letzten Platz.
2014 und 2016 nahm die Mannschaft am Desert Cup in Doha, Katar, einem Turnier für Club- und Nationalmannschaften teil. Seit 2016 gab es keine Testspiele der Mannschaft mehr. Die Teilnahme an den Winter-Asienspielen 2017 sagte das Team kurzfristig ab, nachdem das bahrainische nationale Olympische Komitee die Kosten nicht übernehmen wollte.

## Ergebnisse
Freundschaftsspiel in Kuwait
- 8. Januar 2010: Kuwait – Bahrain 10:3

Winterasienspiele in Astana, Kasachstan
- 28. Januar 2011: Malaysia – Bahrain 25:0
- 29. Januar 2011: Bahrain – Thailand 0:29
- 31. Januar 2011: Vereinigte Arabische Emirate – Bahrain 25:0
- 1. Februar 2011: Bahrain – Mongolei 1:21
- 2. Februar 2011: Bahrain – Kirgisistan 10:15
- 5. Februar 2011: Kuwait – Bahrain 23:0

Eishockeymeisterschaft des Golfes in Abu Dhabi, Vereinigte Arabische Emirate
- 28. Mai 2012: Kuwait – Bahrain 13:2
- 29. Mai 2012: Vereinigte Arabische Emirate – Bahrain 16:0
- 20. Mai 2012: Oman – Bahrain 10:5
- 31. Mai 2012: Vereinigte Arabische Emirate – Bahrain 12:0
- 1. Juni 2012: Oman – Bahrain 5:1

## Platzierungen

### Winter-Asienspiele
- 2011: 12. Platz
- 2017: nicht teilgenommen
- 2025: 14. Platz

### Eishockeymeisterschaft des Golfes
- 2012: 4. Platz
- 2022: 4. Platz

### Arab Cup of Ice Hockey
- 2023: 4. Platz